# Irak op de Olympische Zomerspelen 1960
Irak nam deel aan de Olympische Zomerspelen 1960 in Rome, Italië. De gewichtheffer Abdul Wahid Aziz won de allereerste olympische medaille voor zijn land.

## Medailleoverzicht
| Sport         | Olympiër         | Discipline  | Medaille |
| ------------- | ---------------- | ----------- | -------- |
| Gewichtheffen | Abdul Wahid Aziz | -67,5kg (m) | Brons    |

## Deelnemers en resultaten
(m) = mannen, (v) = vrouwen 

### Atletiek
| Olympiër                                                        | Discipline               | Resultaat | Prestatie                         |
| --------------------------------------------------------------- | ------------------------ | --------- | --------------------------------- |
| Khudhir Zalata                                                  | 100m (m)                 | 55e       | serie 7: 6de in 11,3              |
| Falih Fahmi                                                     | 200m (m)                 | 52e       | serie 12: 4de in 22,6             |
| Jassim Karim Kuraishi                                           | 400m (m)                 | 41e       | serie 8: 5de in 49,2              |
| Kassim Mukhtar                                                  | 1500m (m)                | 35e       | serie 3: 13de in 4.00,33          |
| Kassim Mukhtar                                                  | 5000m (m)                | 37e       | serie 1: 11de in 15.00,97         |
| Kassim Mukhtar                                                  | 110m horden (m)          | 33e       | serie 3: 6de in 15,99             |
| Kassim Mukhtar                                                  | 400m horden (m)          | 34e       | serie 5: 6de in 58,00             |
| Jassim Karim Kuraishi Khudhir Zalata Falih Fahmi Mahmoud Ghanim | 4x100m (m)               | 13e       | serie 1: 4de in 41,87             |
| A. Abdul Razzak                                                 | verspringen (m)          | 46e       | kwalificatie: 46ste met 6,37m     |
| A. Abdul Razzak                                                 | hink-stap-springen (m)   | 32e       | kwalificatie: 32ste met 14,56m    |
| Mohamed Abdul Razzak                                            | verspringen (m)          | DNF       | kwalificatie: geen geldige poging |
| Mohamed Abdul Razzak                                            | polsstokhoogspringen (m) | DNF       | kwalificatie: geen geldige poging |
| Nayef Mohamed Hameed                                            | kogelstoten (m)          | 23e       | kwalificatie: 23ste met 13,65m    |
| Nayef Mohamed Hameed                                            | discuswerpen (m)         | 34e       | kwalificatie: 34ste met 39,37m    |
| Salah Majid                                                     | speerwerpen (m)          | 28e       | kwalificatie: 28ste met 57,52m    |

### Boksen
| Olympiër         | Discipline  | Resultaat | Prestatie                                                                              |
| ---------------- | ----------- | --------- | -------------------------------------------------------------------------------------- |
| Taha Abdul Karim | -60kg (m)   | 17e       | 1ste ronde: V van POL Paździor: 0-5                                                    |
| Khalid Al-Karkhi | -63,5kg (m) | 9e        | 1ste ronde: vrij 2de ronde: W van UGA Sseruwagi: 4-1 3de ronde: V van GHA Quartey: 0-5 |

### Gewichtheffen
| Olympiër            | Discipline  | Resultaat | Prestatie |
| ------------------- | ----------- | --------- | --------- |
| Ali Hassain Hussain | -56kg (m)   | 8e        | 312,5kg   |
| Zuhair Elia Mansour | -56kg (m)   | 16e       | 290kg     |
| Abdul-Wahid Aziz    | -67,5kg (m) | Brons     | 380kg 3   |
| Shakir Salman       | -67,5kg (m) | 9e        | 390kg     |
| Hadi Abdul Jabbar   | +90kg (m)   | 10e       | 432,5kg   |

### Wielersport
| Olympiër      | Discipline       | Resultaat | Prestatie      |
| Weg           | Weg              | Weg       | Weg            |
| ------------- | ---------------- | --------- | -------------- |
| Mahmood Munim | wegwedstrijd (m) | DNF       | niet gefinisht |
| Hamid Oraibi  | wegwedstrijd (m) | DNF       | niet gefinisht |

### Worstelen
| Olympiër          | Discipline  | Resultaat   | Prestatie                                                                               |
| Vrije stijl       | Vrije stijl | Vrije stijl | Vrije stijl                                                                             |
| ----------------- | ----------- | ----------- | --------------------------------------------------------------------------------------- |
| Ahmed Sayed Kasim | -62kg (m)   | 10e         | 1ste ronde: G van MEX Vallejo 2de ronde: W van GRE Ioannidis 3de ronde: V van USA Giani |

Afghanistan · Argentinië · Australië · Bahama's · België · Bermuda · Birma · Brazilië · Brits-Guiana · Bulgarije · Canada · Ceylon · Chili · Colombia · Cuba · Denemarken · Duits eenheidsteam · Ethiopië · Fiji · Filipijnen · Finland · Frankrijk · Ghana · Griekenland · Groot-Brittannië · Haïti · Hongarije · Hongkong · Ierland · IJsland · India · Indonesië · Irak · Iran · Israël · Italië · Japan · Joegoslavië · Kenia · Libanon · Liberia · Liechtenstein · Luxemburg · Malakka · Malta · Marokko · Mexico · Monaco · Nederland · Nederlandse Antillen · Nieuw-Zeeland · Nigeria · Noorwegen · Oeganda · Oostenrijk · Pakistan · Panama · Peru · Polen · Portugal · Puerto Rico · Roemenië · San Marino · Singapore · Soedan · Sovjet-Unie · Spanje · Suriname · Taiwan · Thailand · Tsjecho-Slowakije · Tunesië · Turkije · Uruguay · Venezuela · Verenigde Arabische Republiek · Verenigde Staten · Vietnam · West-Indische Federatie · Zuid-Afrika · Zuid-Korea · Zuid-Rhodesië · Zweden · Zwitserland